# Garínoain
Garínoain – gmina w Hiszpanii, w Nawarze, o powierzchni 10,54 km². W 2011 roku gmina liczyła 531 mieszkańców.